# 도키와다이라역
도키와다이라역(일본어: 常盤平駅, ときわだいらえき)은 일본 지바현 마쓰도시에 있는 신케이세이 전철 신케이세이선의 역이다. 역 번호는 SL06이다. 磐자로 잘못 표현하는 경우도 있다.

## 역 구조
섬식 승강장 1면 2선의 지상역. 교상역사를 갖는다.

### 타는 곳
| 1 | 신케이세이선 | 고코・신카마가야・기타나라시노・신쓰다누마・게이세이쓰다누마・ 게이세이선 방면 |
| 2 | 신케이세이선 | 야바시라・마쓰도 방면                                                          |

## 역 주변
도키와다이라는 옛 지명이기도 하며 가네가사쿠의 땅 중심에, 신케이세이 선의 당역 남쪽에 일본 주택 공단(당시)에 따른 주택 개발로 인하여 도키와다이라 지구의 중심역(서쪽에 야바시라 역, 동쪽에 고코 역)이 되었다.
역의 북측도 남쪽과 마찬가지로 신흥 주택지이지만, 슈퍼 마켓이 입지하여 있는 남측과 비교하여 과거의 가네가사쿠 마을에서 전해지는 숲을 남기는 지역이 많고, 역에서 도보 10분도 걸리지 않아 숲에 도달하게 된다.
미나미구치 앞에서 "도키와다이라 벚꽃 거리(일본의 도 100선)"와 "도키와다이라 게야키도리(신, 일본 가로수 100경)"가 교차하며 드물게 보이는 경관을 갖고 있다.

### 기타구치
- 도키와다이라역 북쪽 출입구 빌딩
- 도키와다이라역앞 우체국
- 구마노 신사
- 가네가사쿠 자연 공원
- 지바니시 종합 병원
- 마쓰도 경찰서
- 구스리노 후쿠타로 도키와다이라 점
- 니시마쓰야 마쓰도 점
- 21세기의 숲과 광장
- 마쓰도 시 문화 회관
- 지바 현립 서부 도서관
- 마쓰도 시립 박물관
- 관광 과수원

### 미나미구치
- 도키와다이라 역 빌딩
- 세븐 타운 도키와다이라 점
- 도키와다이라 벚꽃 거리
- 도키와다이라 게야키도리
- 가네가사쿠 공원
- 도키와다이라 단지
- 도키와다이라 우체국

## 역사
- 1955년 4월 21일: 가네가사쿠역으로 영업 개시.
- 1960년 2월 1일: 도키와다이라역으로 개명.

## 사진

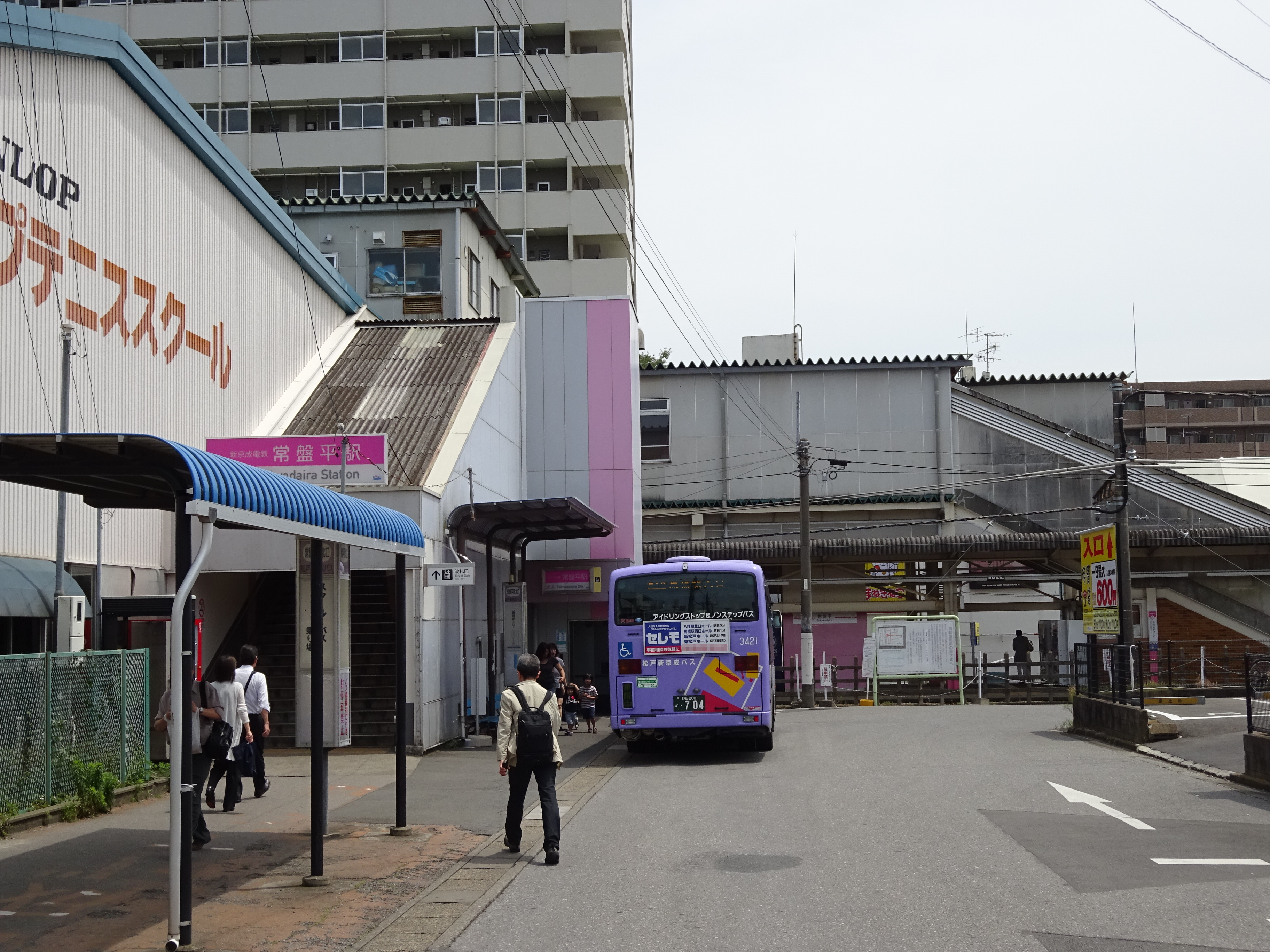
북쪽 출입구(2016년 6월)

## 인접역
| 신케이세이 전철 신케이세이 선 | 신케이세이 전철 신케이세이 선 | 신케이세이 전철 신케이세이 선    |
| ----------------------------- | ----------------------------- | -------------------------------- |
| SL 05 야바시라 마쓰도 방면    |                               | 고코 SL 07 게이세이쓰다누마 방면 |